# Anticipating
Anticipating – czwarty singel amerykańskiej wokalistki Britney Spears pochodzący z płyty pt. Britney. Singel wydany został we Francji i Filipinach (w Brazylii wydany został jako szósty singel latem 2003 roku). Piosenka wydana została w drugim kwartale 2002 roku.
Autorem piosenki i producentem jest Brian Kierulf, Josh Schwartz, a także sama Spears. Utwór wykorzystany został w reklamie Toyoty Vios. Spears śpiewa, że dobrze jest czasami wyjść ze znajomymi i dobrze się bawić. Do utworu zrealizowano ponadto teledysk. Teledyskiem do „Anticipating” jest jeden z występów Britney podczas trasy koncertowej DWAD.

## Lista utworów
1. Anticipating (Album Version)
2. I’m Not A Girl, Not Yet A Woman (Metro Remix)
3. Overprotected (Darkchild Remix)

### Anticipating wersja francuska

#### Strona A
1. Remix By Alan Braxe

#### Strona B
1. Remix By Alan Braxe 2

#### Strona C
1. Club Remix By Antoine Clamaran
2. Club Remix Instrumental By Antoine Clamaran

#### Strona D
1. Sweet & Sour Remix By PK’Chu & RLS
2. Hard & Sexy Remix By PK’Chu & RLS
3. Hard & Sexy Dub Remix By PK’Chu & RLS

## Inne wersje utworu
- A Cappella – 3:13
- Alan Braxe Remix #1 – 4:07
- Alan Braxe Remix #2 – 1:27
- Alan Braxe Vinyl Remix – 4:04
- Antoine Clamaran Club Mix – 6:25
- Antoine Clamaran Instrumental Mix – 6:25
- Pk’Chu & RLS Hard & Sexy Mix – 5:43
- Pk’Chu & RLS Hard & Sexy Dub – 5:43
- Pk’Chu & RLS Sweet & Sour Mix – 5:58